# Пляжна вечірка на порозі Пекла
«Пляжна вечірка на порозі Пекла» (англ. The Beach Party at the Threshold of Hell) — постапокаліптичний фільм режисерів Джонні Джиллета і Кевіна Вітлі. Прем'єра відбулася 2006 року в Америці. Фільм був відзнятий у Форт-Волтон-Біч, штат Флорида.

## Опис фільму
Любовний Фільм заснований на концепції «Нової Америки» в 2097 році, через два десятиліття після ядерного апокаліпсису. Текс Кеннеді, два роботи колишні агенти спецслужб, і міфічний жіночий канібал подорожують, щоб знайти небезпечну зону, відому як «поріг пекла», щоб отримати доступ до радіовежі та об'єднати тих, хто залишився живим після апокаліпсису.

## Список акторів
- Річард Ріле — Оповідач/Паранормальний Історик
- Кевін Вітлі — Tex Кеннеді
- Пол Вітті — Квінсі Робот
- Чандлер Паркерг — Юл Робот
- Білл Енгліш — Бенні Ремінгтон
- Джеймі Баллок — Ганібал Сью
- Леа Коко — Г-н Джекі
- Тед Шнайдер — Марцелл Санкт Джоан
- Стюарт Карріко — Зак і Торн Джефферсон
- Джонатан Девідсон — Хав'єр Кастро
- Олексій Резник — Йорик Шлатз
- Джим Райан — Генрі Едісон (як Джеймс Райану)
- Деніел Болдуін — Кларк Remington
- Джейн Сеймур — Президент Лорен Коффі
- Тоні Хейл — Ремінгтон Біограф